# Рене-Левассёр (остров)
Рене-Левассёр (фр. Île René-Levasseur) — озёрный остров, занимающий около 90 % площади водохранилища Маникуаган. Расположен в регионе Кот-Нор провинции Квебек (Канада). Остров получил своё название в честь Рене Левассёра (1747—1834) — французского революционера, депутата Национального конвента, врача и хирурга-акушера по профессии.

## Описание
Остров имеет условно округлую форму с диаметром около 55 километров, его площадь составляет 2020 км², высшая точка — гора Бабель (952 м). С востока в остров врезается залив длиной около 25 км; на острове расположены несколько озёр-маршей, площадь двух самых крупных из них составляет около 26 и 14 км². Расстояние от острова до «большой земли» колеблется от 2,4 до 10,7 км. Рене-Левассёр — второй по площади озёрный остров в мире (первый — канадский же остров Манитулин (2766 км²), расположенный на озере Гурон); а также второй по площади остров Квебека.
11,7 % площади острова занимает заповедник Луис-Бабель.
Водохранилище вместе с островом хорошо видны из космоса, из-за чего имеют прозвище «Глаз Квебека». В 2007 году водохранилище Маникуаган было выдвинуто на проводимый телекомпанией CBC конкурс «Семь чудес Канады».

## История
Остров как таковой появился в 1970 году после возведения плотины Даниэль-Джонсон на реке Маникуаган в 55 километрах южнее самой южной точки нынешнего острова. В результате затопления два серповидных озера, Мушалаган и Маникуаган, образовали нынешнее кольцеобразное водохранилище Маникуаган, а Рене-Левассёр из части континента превратился в остров. Таким образом, если признать с некоторой натяжкой Рене-Левассёр искусственным островом, то он будет занимать первую строчку в списке крупнейших искусственных островов мира.
В 1991 году высшая точка острова и окружающая её территория площадью 235,4 км² были объявлены заповедником, получившим название Луис-Бабель. С 2003 года в Квебеке действует организация SOS Levasseur, которая старается добиться того, чтобы заповедником был объявлен остров целиком, а не 11,7 % его площади, как сейчас. Представители этого движения просят сохранить девственный лес Рене-Левассёр от вырубки.
В начале 2000-х годов индейцы племени инну, считающие остров своей исторической территорией, заявили протест по поводу вырубки деревьев на нём компанией Kruger Inc. В апреле 2006 года Апелляционный суд Квебека вынес решение в пользу инну.

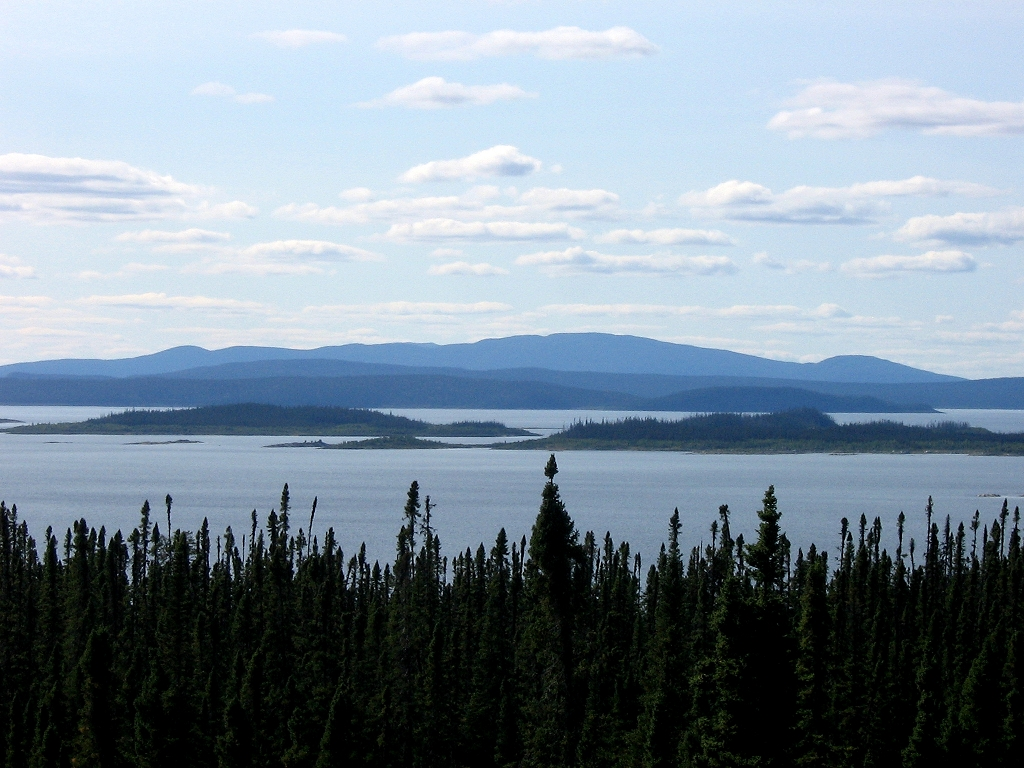
Вид на остров с восточного берега водохранилища. Хорошо видна гора Бабель[англ.].
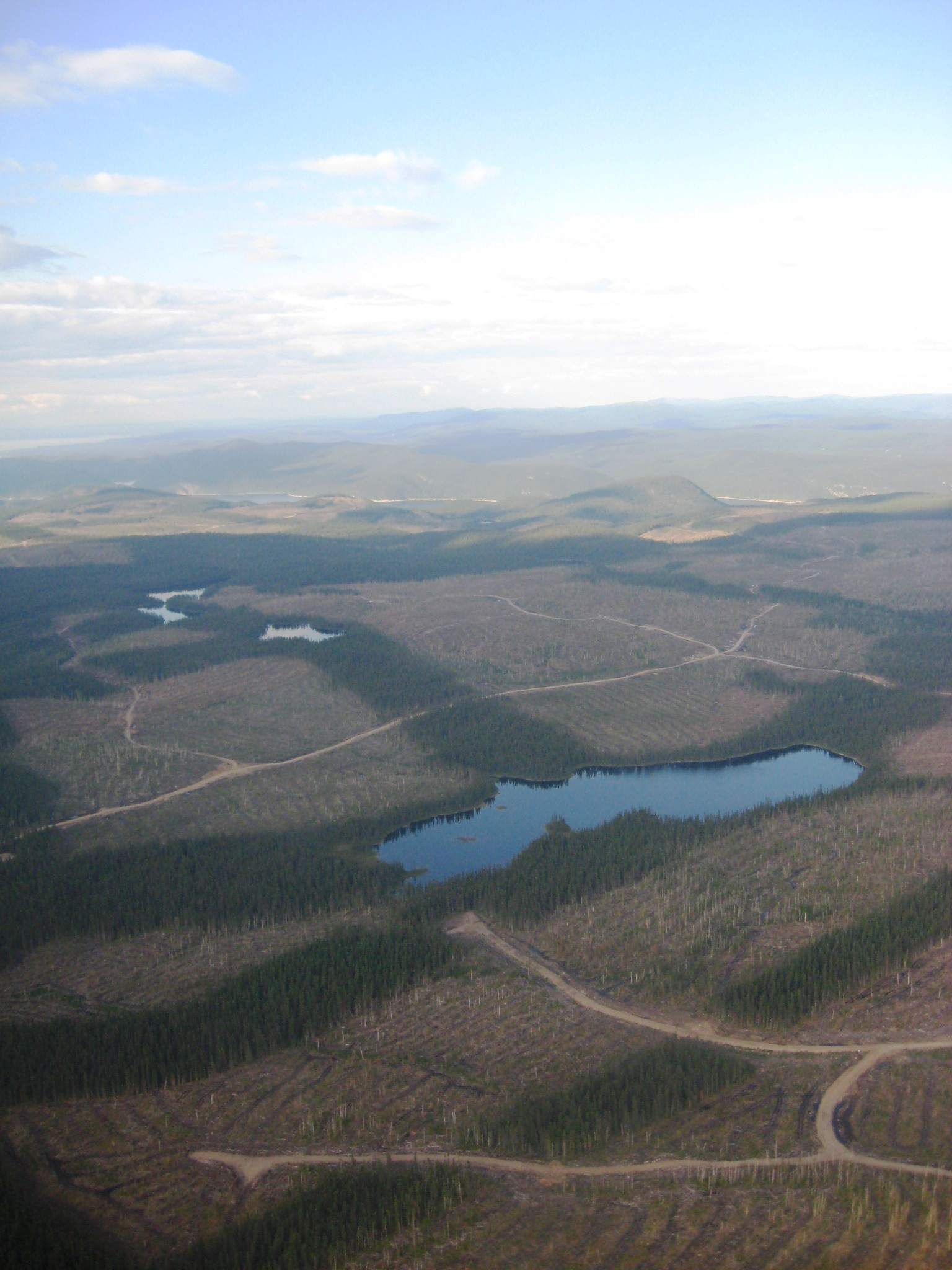
Вид на остров с воздуха
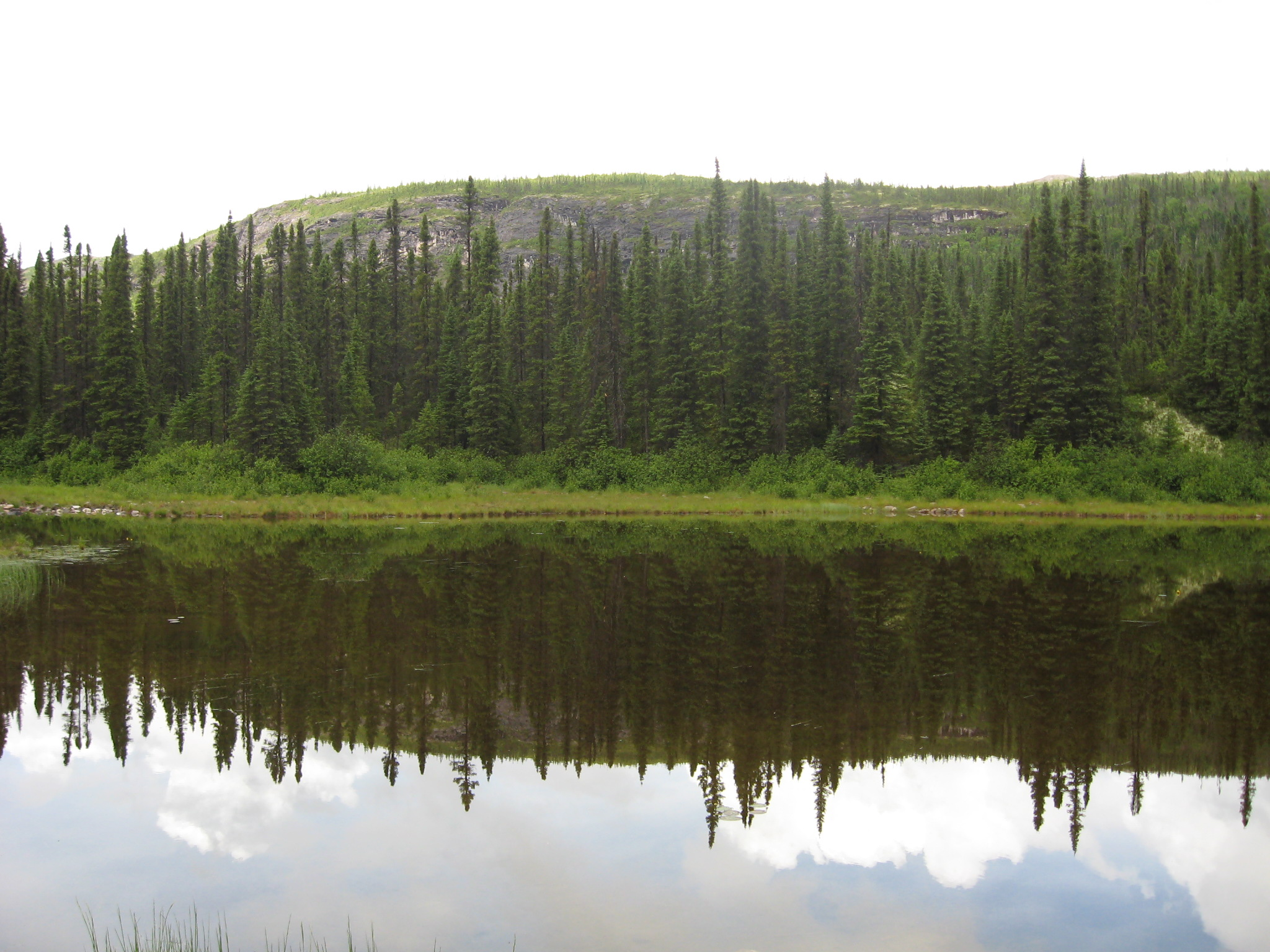
Берег острова
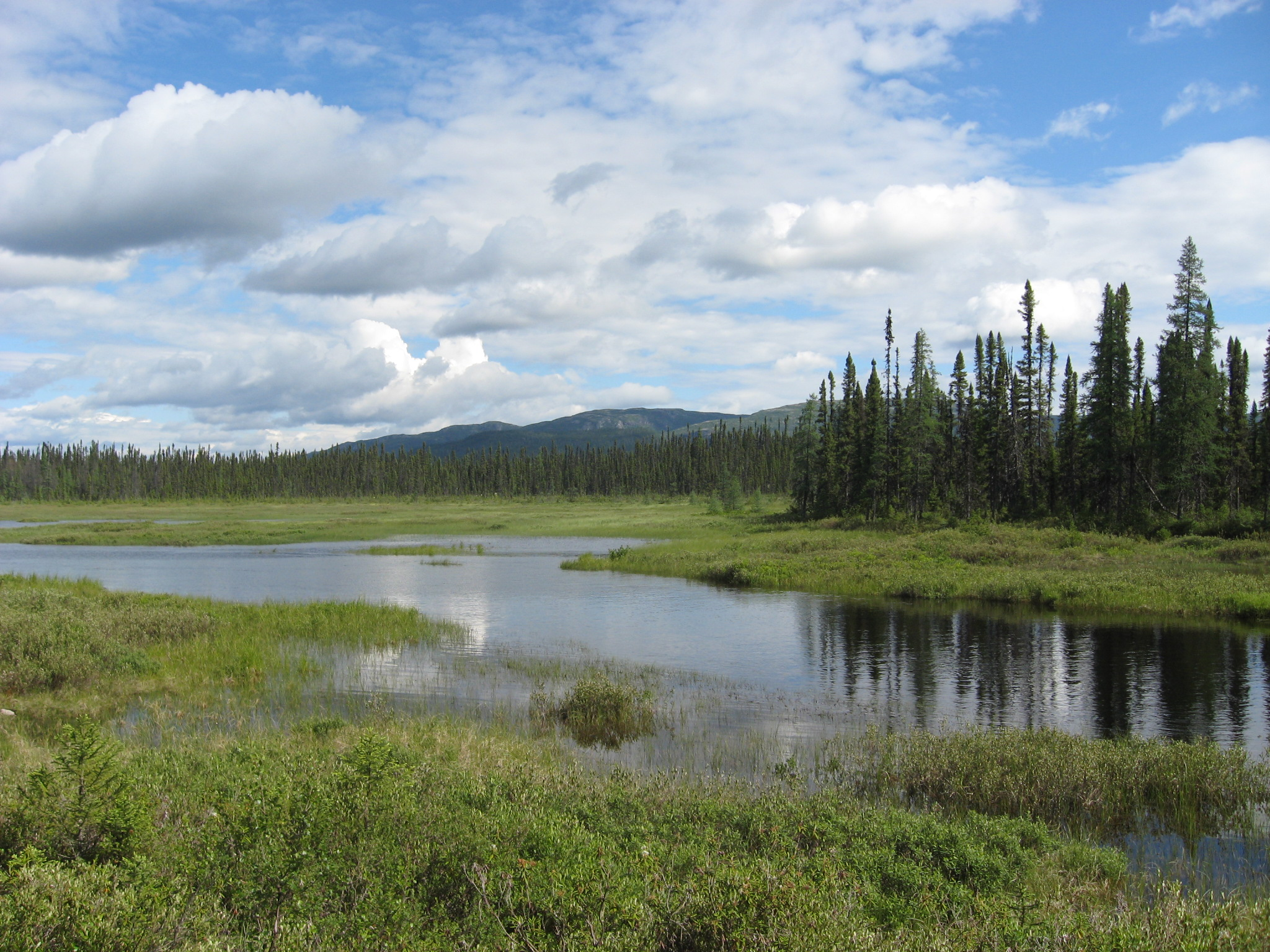
На острове
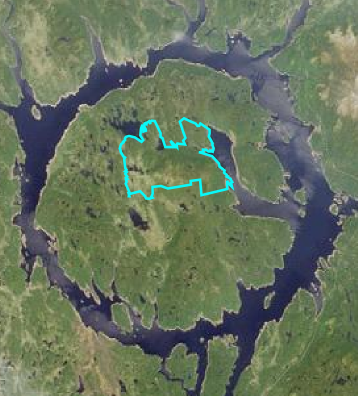
Заповедник Луис-Бабель[фр.] в границах 2008 г.